# Chráněná krajinná oblast Orlické hory
Chráněná krajinná oblast Orlické hory (CHKO Orlické hory, pol. Obszar Chronionego Krajobrazu Góry Orlickie) – obszar chronionego krajobrazu w czeskiej części Gór Orlickich.
Powołany w roku 1969 dla ochrony pozostałości naturalnego krajobrazu. Obejmuje powierzchnię 204 km². W ramach CHKO Orlické hory istnieje 5 rezerwatów przyrody, 1 chronione stanowisko i 11 pomników przyrody. Dyrekcja CHKO mieści się w Rychnovie nad Kněžną.